# 孔多爾蓬塔山
11°04′54″S 75°46′02″W / 11.08167°S 75.76722°W
孔多爾蓬塔山（Kuntur Punta），是秘魯的山峰，位於該國中部胡寧大區，由塔爾馬省的聖佩德羅德卡哈斯區負責管轄，屬於安地斯山脈的一部分，海拔高度4,400米。